# Benson Seurei
Benson Seurei, född 27 mars 1984, är en friidrottare från Bahrain. Han deltog vid olympiska sommarspelen 2016.